# Campeonato Mundial de Comedores de Sobaos
El Campeonato Mundial de Comedores de Sobaos es un concurso de comer sobaos que se celebra en la localidad cántabra de Ambrosero el día 26 de julio durante las fiestas patronales de Santa Ana, desde el año 2022 y organizada por el obrador local Escojo Artesanos.

## Historia
La primera edición se desarrolló en el 26 de julio de 2022, durante las fiestas patronales de Santa Ana y dentro de los eventos del Mercado Agroalimentario y Artesanal de Ambrosero. En esta primera edición, se proclamó como campeón a aquel participante que comiera 10 sobaos en el menor tiempo posible. Así, resultó ganador Anier Gozálvez con un tiempo de 6 minutos para comer los 10 sobaos, quedando segundo Asier Ortega, con una marca de 8 unidades en 8 minutos, y tercero quedó Nicolás Pavón con un registro de 7 unidades en el tiempo de 8 minutos. En total, participaron 25 hombres y 5 mujeres.
A partir del año 2023, se cambió la modalidad del concurso premiándose al participante que ingiriera más sobaos en un tiempo de 8 minutos. Así, en la segunda edición que se celebró en 2023, el youtuber cartagenero Valentín Carrasco Ferrer se proclamó ganador con una marca de 16 sobaos, con un peso de 2.5 kilogramos, en el tiempo marcado de 8 minutos.
En la tercera edición celebrada en 2024, repitió el ganador del año anterior, Valentín Carrasco Ferrer, con una nueva marca de 17 sobaos en 8 minutos, marca que repitió el año siguiente en el que se le descontó un sobao por no cumplir dos normas.

## Palmarés
| Edición | Año  | Ganador                  | Marca                  |
| ------- | ---- | ------------------------ | ---------------------- |
| I       | 2022 | Anier Gozálvez           | 10 sobaos en 6 minutos |
| II      | 2023 | Valentín Carrasco Ferrer | 16 sobaos en 8 minutos |
| III     | 2024 | Valentín Carrasco Ferrer | 17 sobaos en 8 minutos |
| IV      | 2025 | Valentín Carrasco Ferrer | 17 sobaos en 8 minutos |